# Gareth Roberts (calciatore)
Gareth Wyn Roberts (Wrexham, 6 febbraio 1978) è un ex calciatore gallese, di ruolo difensore.

## Carriera

### Club
Nel 1994 firma con il Liverpool ma non riesce a disputare nemmeno un match con questa maglia.
Nel 1999 si trasferisce in Grecia, al Panionios, dove gioca 15 partite fino al 9 novembre 1999, giorno in cui viene mandato in prestito al Tranmere Rovers dove disputa 12 incontri e segna anche una rete. A fine stagione i Rovers lo riscattano e Roberts rimane con loro per altri sei anni giocando altre 271 partite e siglando 11 reti, fino a che il primo agosto 2006 si trasferisce ai Doncaster Rovers per 250000 €. Con questa maglia gioca 144 partite e segna 8 reti.
Il 1º luglio 2010 viene ingaggiato dal Derby County con un contratto biennale.

### Nazionale
Vanta 9 presenze con la nazionale gallese.
Esordisce nel 2000, entrando come riserva in una partita contro la Finlandia; l'ultima presenza è stata contro la Slovenia nel 2006.

## Palmarès

### Giocatore

#### Competizioni giovanili
- FA Youth Cup: 1

Liverpool: 1995-1996

#### Competizioni nazionali
- Football League Trophy: 1

Doncanster Rovers: 2007